# Матвеевское (Рязанская область)
Матве́евское — село в Сасовском районе Рязанской области России. Входит в состав Придорожного сельского поселения.

## Географическое положение
Находится в восточной части района, на реке Журавка. Расстояние до райцентра Сасово — 68 км к северо-западу по асфальтированной дороге.
Ближайшие населённые пункты:
- село Пичкиряево — в 11 км к северу по асфальтированной дороге;
- село Боковой Майдан  в 11 км к северу по асфальтированной дороге;
- село Журавкино в 3 км к востоку по грунтовой дороге;
- посёлок Свеженькая в 15 км к юго-западу по грунтовой труднопроезжей дороге;
- посёлок Придорожный — в 11 км к северо-западу по асфальтированной дороге.

Ближайшая железнодорожная станция — Пичкиряево в одноимённом селе Сасовского района, в 13,5 км к северу по асфальтированной дороге.

## Природа
Климат умеренно континентальный. Высота над уровнем моря 124—140 м.

## Население
| 1980 | 1989 | 2010 |
| ---- | ---- | ---- |
| 287  | ↗292 | ↘86  |

## Интересные факты
- В селе родился и некоторое время жил писатель Алексей Силыч Новиков-Прибой. Сохранился дом-музей.
- После упразднения посёлка Завад, Матвеевское стало самым восточным населённым пунктом Сасовского района, к тому же и самым удалённым от райцентра как по дороге (68 км), так и напрямую (46 км).